# تکوین زبان فارسی
تکوین زبان فارسی کتابی از علی‌اشرف صادقی است که نویسنده در آن به تشریح تحولات زبان فارسی می‌پردازد. 

## محتوا
نویسنده ابتدا زبان‌های ایرانی را به‌شکل مختصر توصیف می‌کند و سپس با تفصیل بیشتر به زبان دری و منشأ آن و ارتباط آن با زبان پهلوی می‌پردازد. سپس دربارهٔ کهن‌ترین نمونه‌های فارسی دری بحث می‌شود و در آخر، مطالبی دربارهٔ صامت‌ها و مصوت‌های فارسی در قرون اول بعد از اسلام ارائه می‌گردد.

## نقد و بررسی
احمد تفضلی نقدی مفصل بر این کتاب نوشته‌است.